# フェニックス・グッドイヤー空港
フェニックス・グッドイヤー空港(IATA: GYR, ICAO: KGYR, FAA LID: GYR)（Phoenix Goodyear Airport, 旧:グッドイヤー市営空港）は、アメリカ合衆国アリゾナ州フェニックス郊外のマリコパ郡グッドイヤーの南西にある公共空港である。
第二次世界大戦中にアメリカ海軍の航空施設、リッチフィールドパーク海軍航空施設(NAF Litchfield Park)として建設され、海軍航空基地への格上げによりリッチフィールドパーク海軍航空基地(NAS Litchfield Park)に改称した。第二次世界大戦終結後は、主として海軍・海兵隊・沿岸警備隊の老朽化した航空機の保存のために使われていた。1968年、国防総省および沿岸警備隊の航空機の保管がツーソンのデビスモンサン空軍基地の軍用機整備再生センター(MASDC)に統合されたため、リッチフィールドパーク海軍航空基地は閉鎖された。
1968年にリッチフィールドパーク海軍航空基地が閉鎖された後、フェニックス市がフェニックス・スカイハーバー国際空港の予備空港としてこの空港を購入した。この空港には航空便の運航は行われていないが、大規模な維持管理用の場として使われており、国内外の多くの航空会社の航空機が着陸することができる。
この土地は、軍用施設として使用されていた時代からの土壌や地下水の汚染のため、スーパーファンドの対象となっている。

## リッチフィールドパーク海軍航空基地

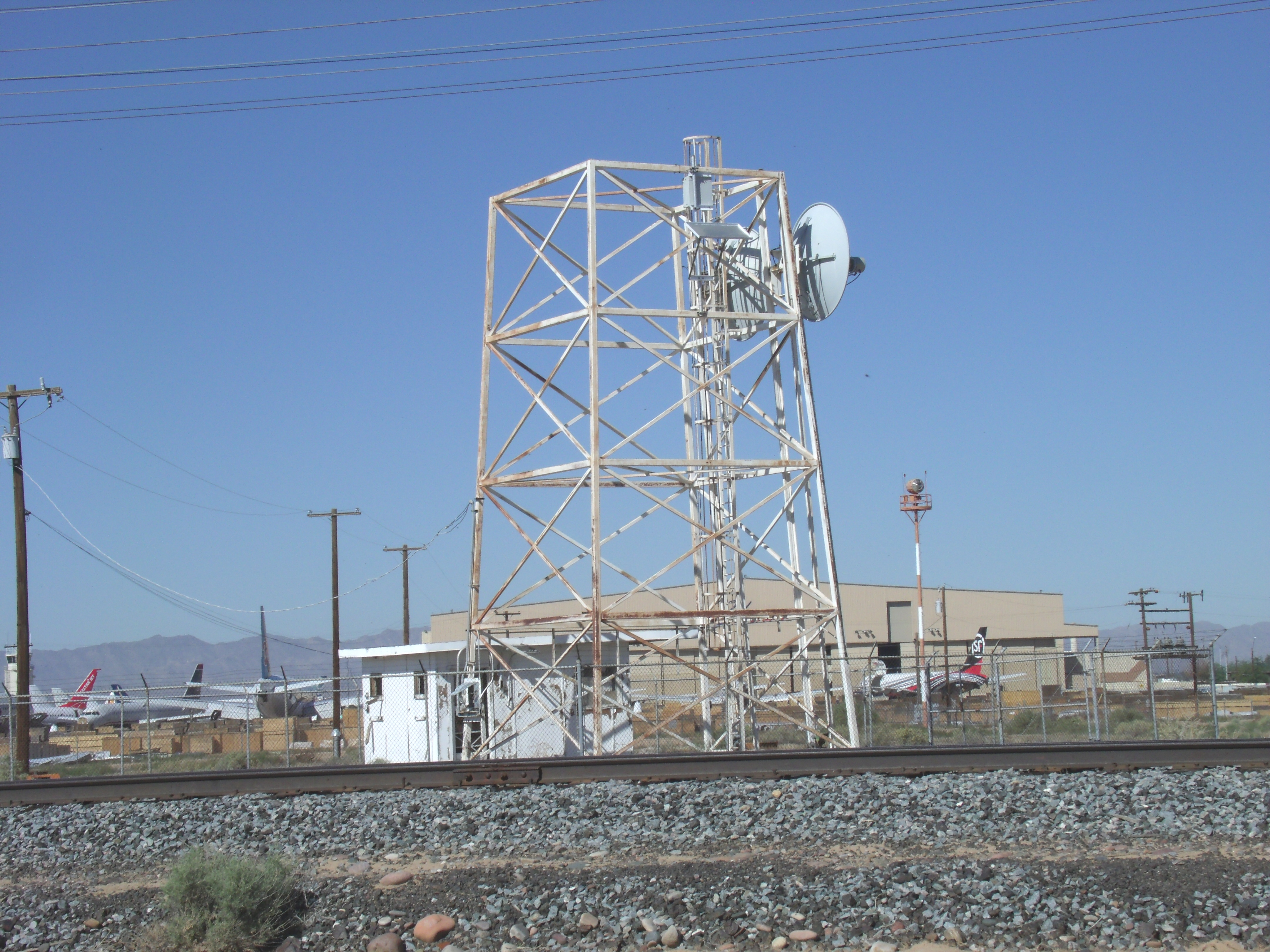
フェニックス・グッドイヤー空港にある1941年に建てられたレーダー・タワー。この空港は第二次世界大戦中に海上空軍施設として使用された。

## 施設
面積は、789エーカー (319 ha)である。 8,501 x 150 ft (2,591 x 46 m)のアスファルトの滑走路(3/21)と、64 x 64 ft (20 x 20 m)のコンクリートのヘリパッド(H1)がある。
2007年には188,136機、1日平均で515機が運行され、そのうち一般航空機は93%、航空会社は1%未満、軍事用は5%、 航空タクシーは1%であった。空港に所属する航空機のうち、73%は単発機、11%は多発機、16%はジェット機、1%未満はヘリコプターである。

## 拠点とする会社

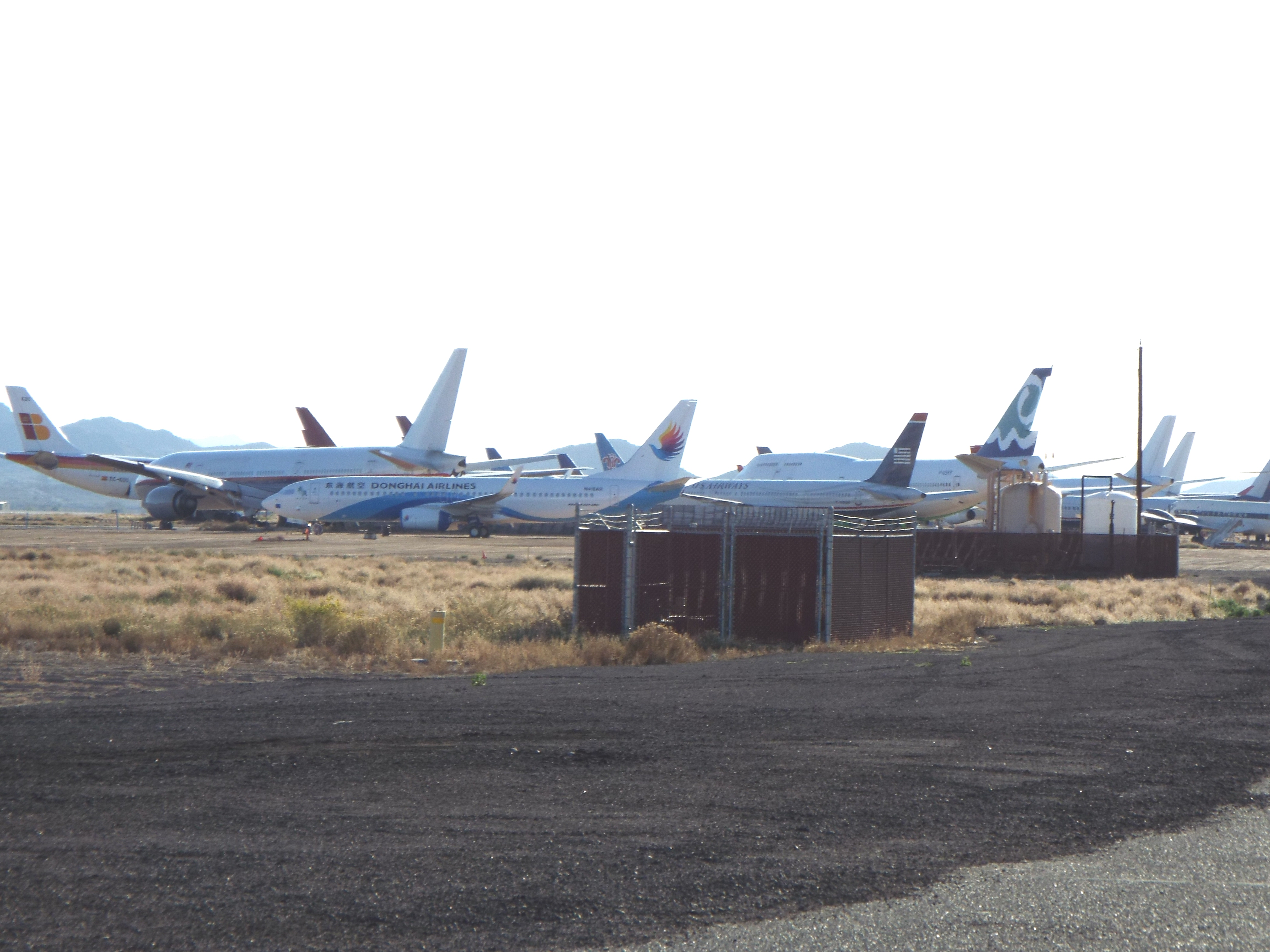
フェニックス・グッドイヤー空港の「墓場」。使用されていない航空機を保管する。

航空機メンテナンスと商用パイロット訓練を提供するいくつかの企業がこの空港を本拠地としている。
- AeroTurbine, Inc は、空港のメンテナンス施設を運営し、航空機の保守・保管・処分を行っている。空港の北側は航空機の保管に使用され、処分待ちの多数のボーイング727、DC-9、DC-10などが道路から見える。
- 航空訓練センターアリゾナ(ATCA) は、ドイツ・ルフトハンザ航空のルフトハンザ・フライト・トレーニング（英語版）のための訓練施設である。ドイツ空軍のパイロットのための基本的な飛行訓練も、この施設でグロプ G 120により行われる。
- オックスフォード航空アカデミー (OAA)は、ブリティッシュ・エアウェイズなどヨーロッパの航空会社のパイロットの訓練を専門とするイギリスの企業である。OAAは2013年10月にファルコンフィールド（英語版）に移動した。

それぞれの飛行訓練学校は、連邦航空局(FAA)によって規制され、FAAの規則に基づいて運営されているが、ヨーロッパで必要とされるように合同航空機関(JAA)の要件に合わせて学生を訓練する。
2014年から、CTCウィングス航空学アカデミーが、ニュージーランドのハミルトンにあるセンターに加えて、当空港を訓練施設として使用し始めた。

## ギャラリー

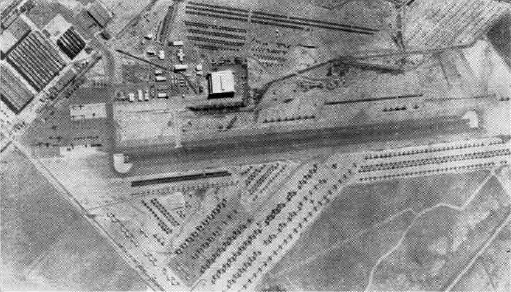
1950年の航空写真
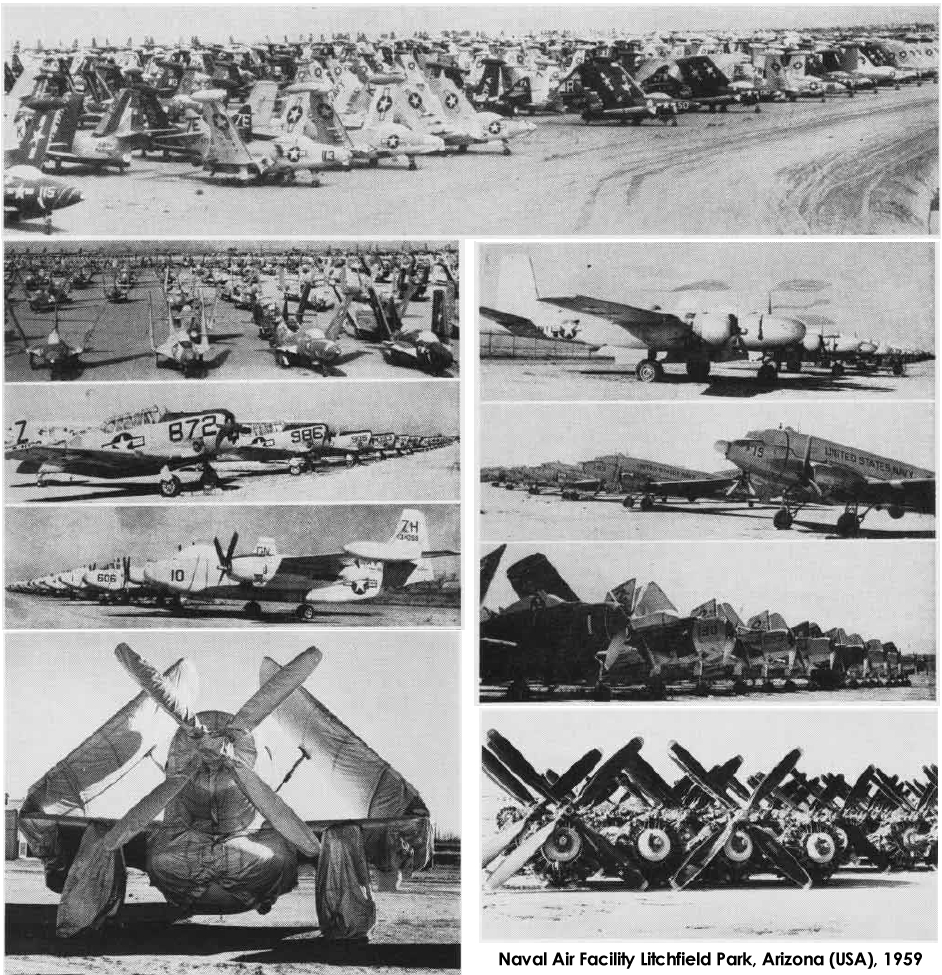
1959年に保管されていた様々な機種
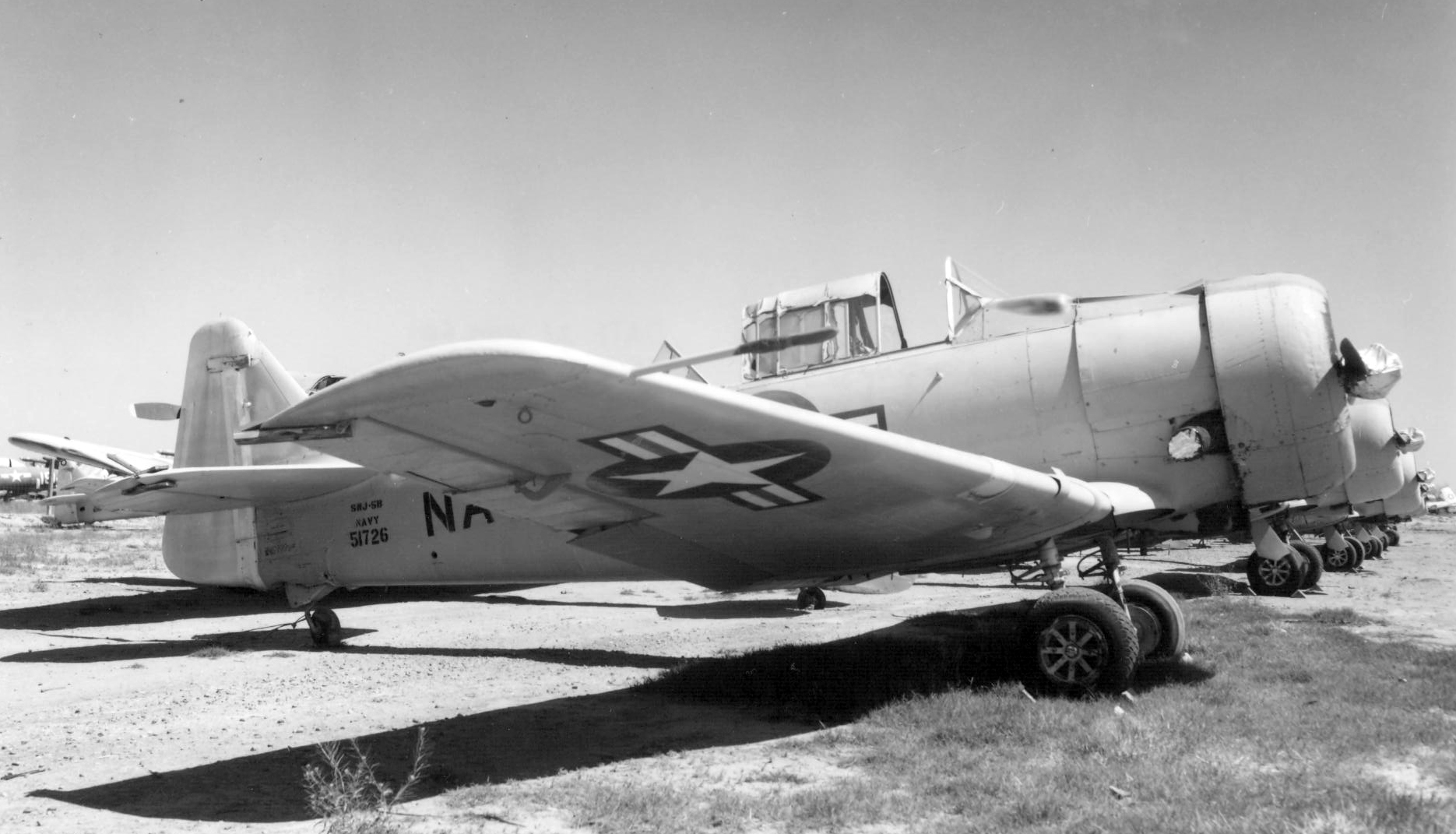
SNJ（1960年、リッチフィールドパークにて）
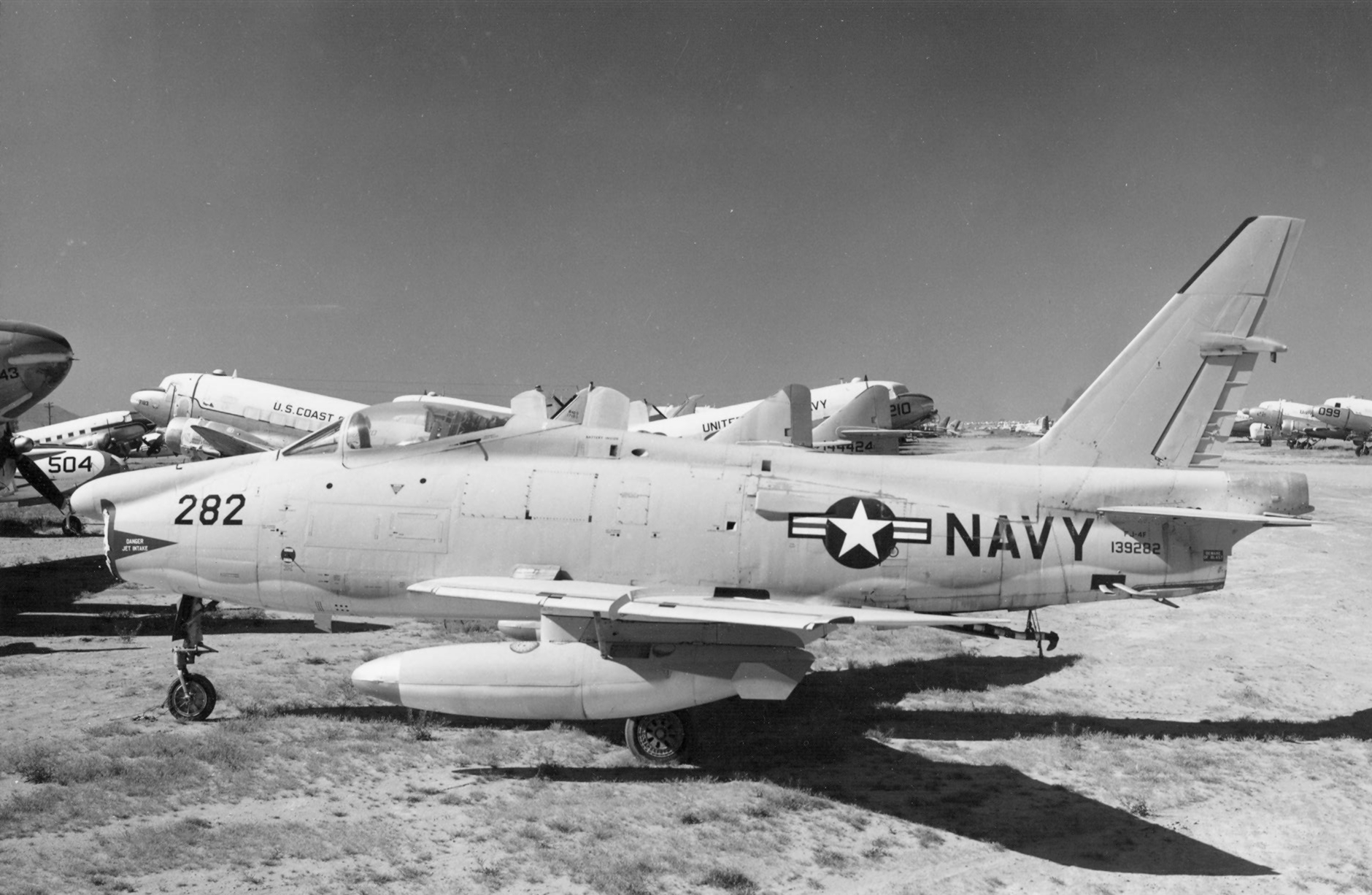
FJ-4F（1960年）
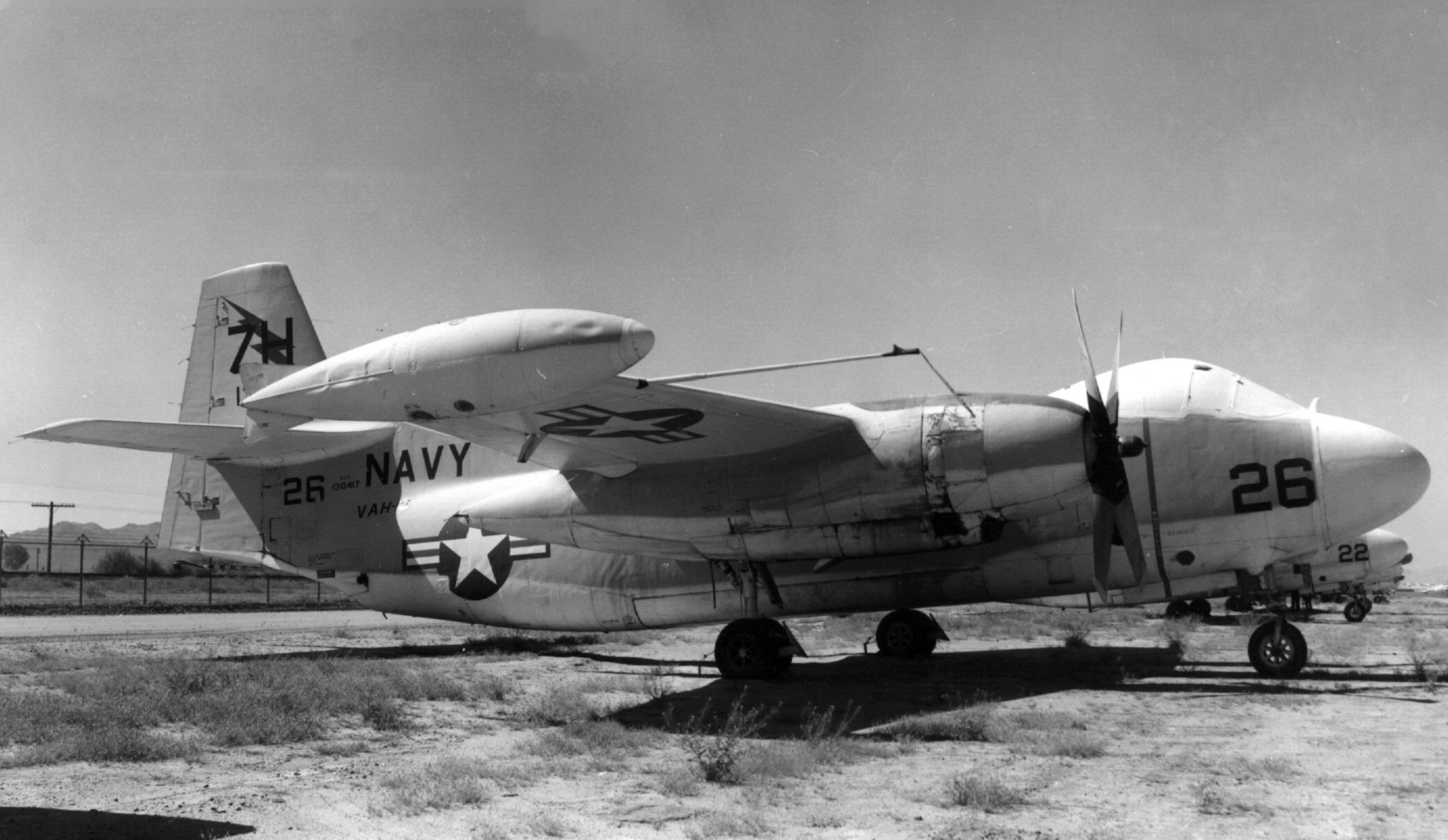
AJ-2（1960年代）
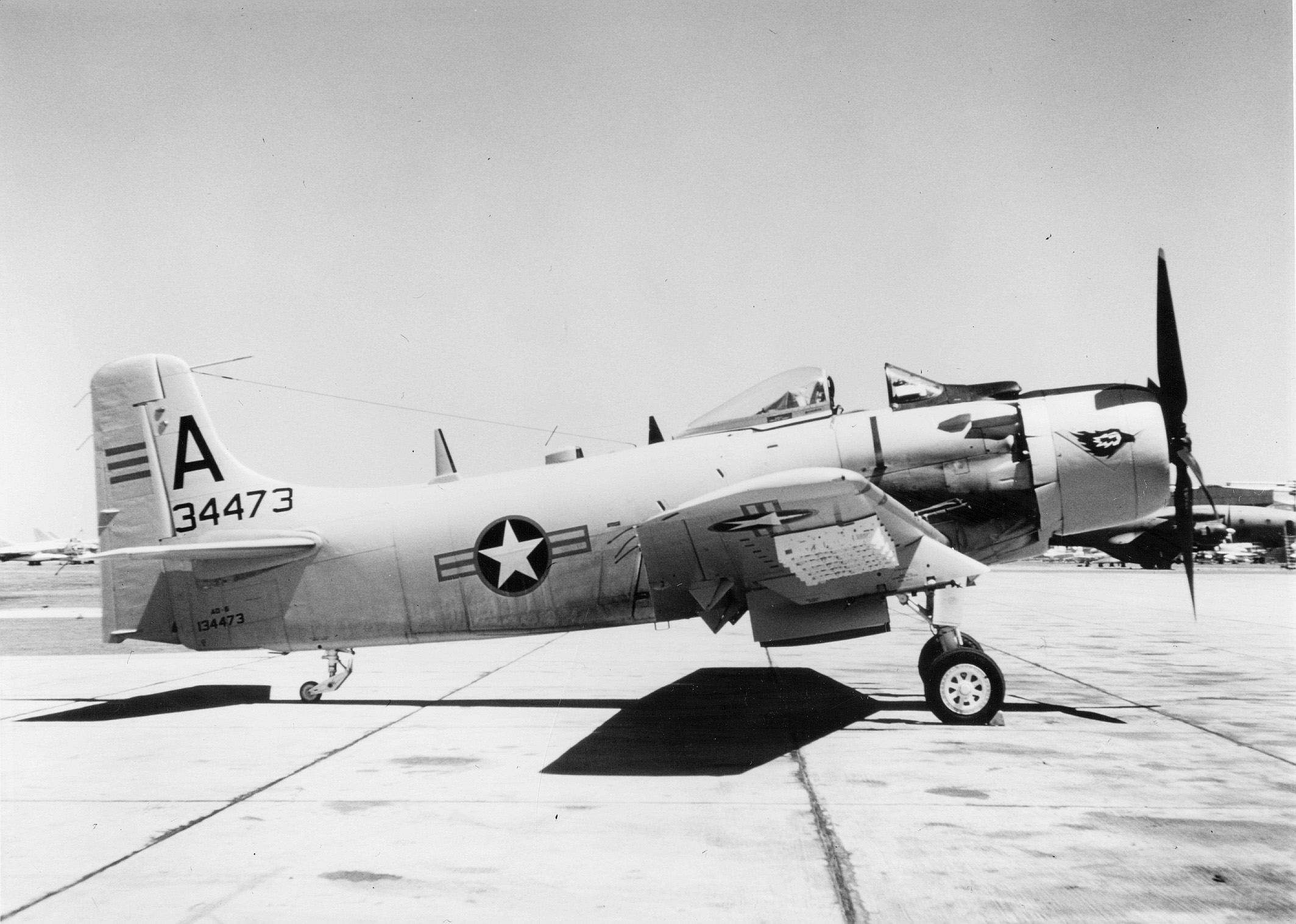
ベトナム共和国空軍A-1H（1961年）
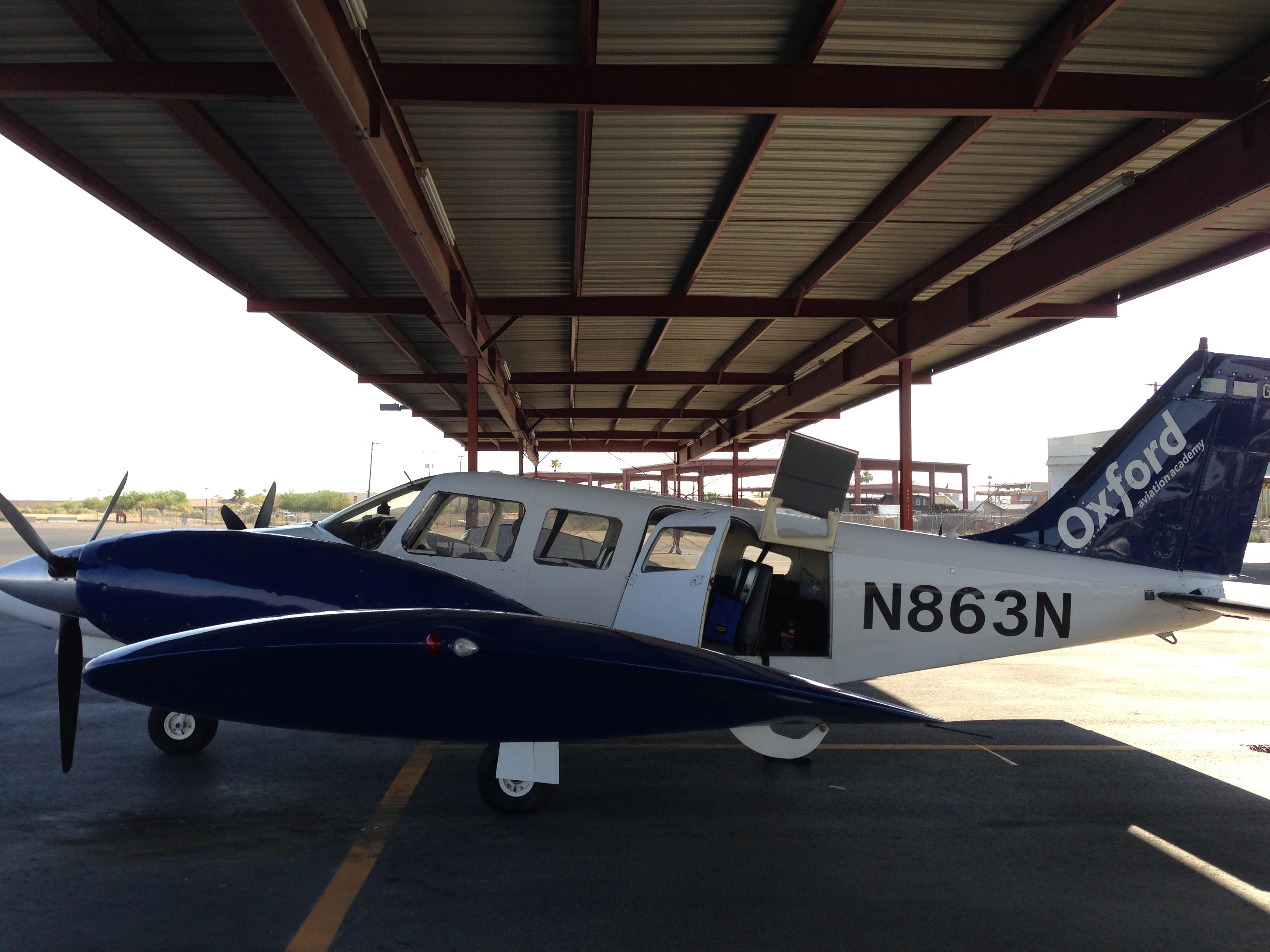
オックスフォード航空アカデミーのPA34
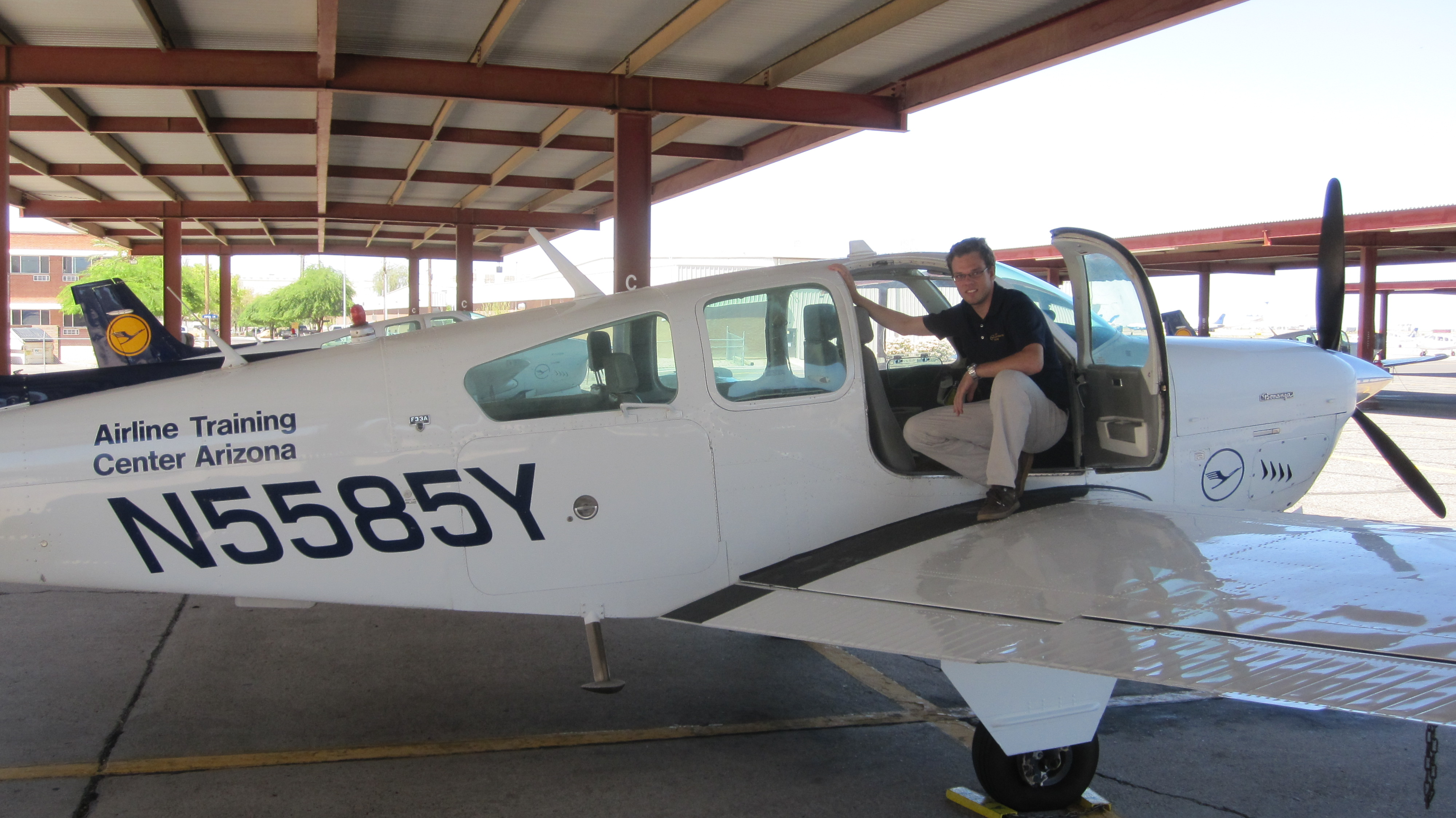
ルフトハンザ・フライト・トレーニングのボナンザ33
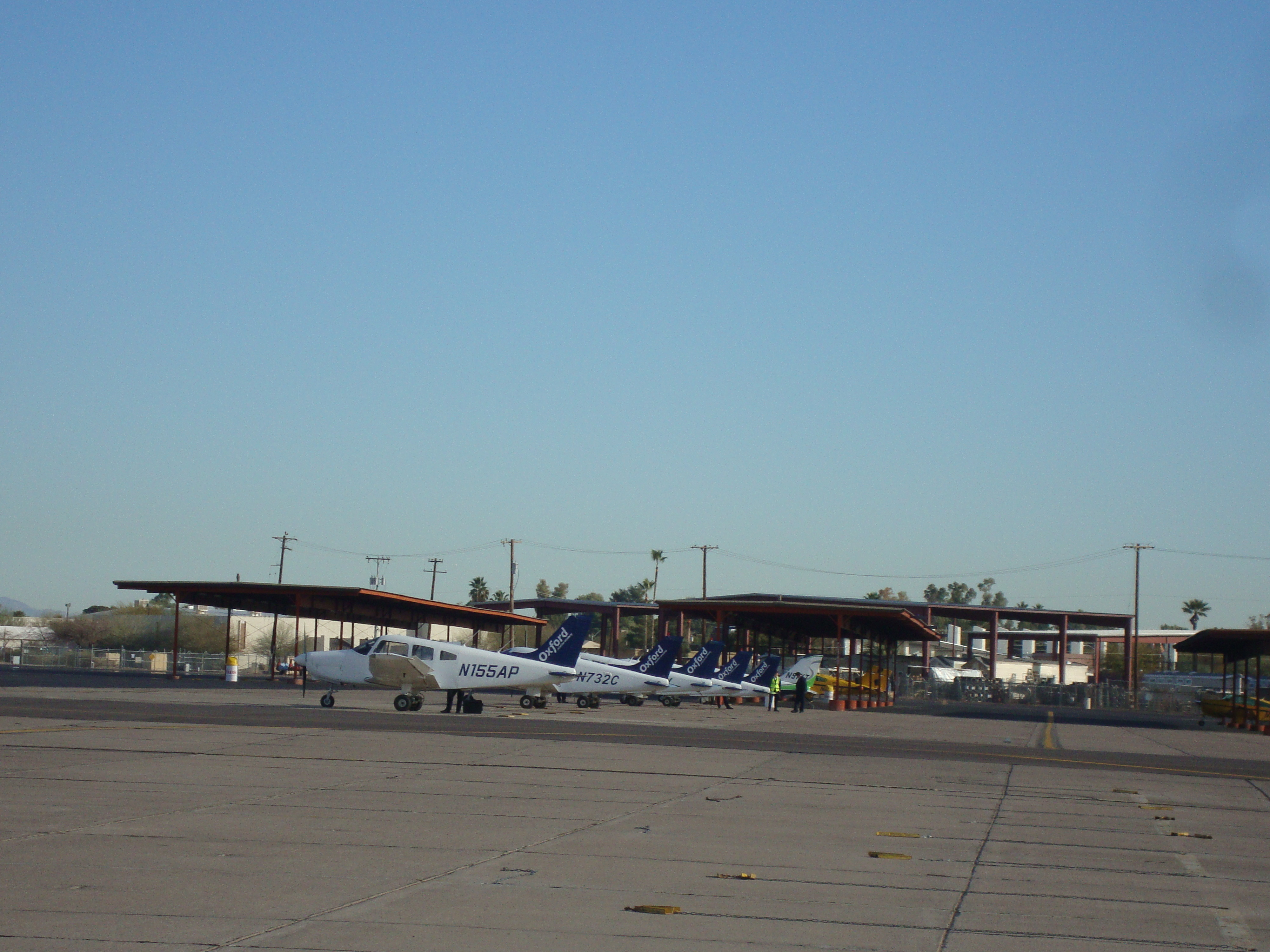
オックスフォード航空アカデミーのパイパー PA-28 ウォーリア